# Камбронн, Люкнер
Люкнер Джеймс Камбронн (фр. Luckner James Cambronne; 23 октября 1929, Аркае — 24 сентября 2006, Майами) — гаитянский политик, командир тонтон-макутов, министр и ближайший сподвижник Франсуа Дювалье. Возглавлял репрессивный аппарат дювальеристского режима. Участник международных криминальных афер. Отправлен в отставку после смерти Дювалье-старшего и перехода к власти к Жан-Клоду Дювалье. Эмигрировал и скончался в США.

## «Кассир Папы Дока»
Родился в бедной семье протестантского проповедника. Работал кассиром в Национальном банке. Получил юридическое образование, был казначеем студенческого кружка.
Люкнер Камбронн с энтузиазмом поддерживал Франсуа Дювалье. В 1960 году он стал депутатом парламента. Дювалье назначил Камбронна министром общественных работ. На этой должности Камбронн занимался сбором средств для запланированного строительства новой столицы — Дювальевиля. Проект не был реализован, однако крупные финансовые ресурсы удалось аккумулировать (в основном за счёт рэкета предпринимателей и принудительных вычетов из окладов госслужащих) — что вызвало благоволение диктатора.

## «Вампир-Акула»
В 1959 году, после опалы и ареста Клемана Барбо Папа Док поручил Люкнеру Камбронну командование тонтон-макутами. Этот пост сделал Камброна вторым человеком режима. В 1964 он был организатором референдума о пожизненном президентстве Франсуа Дювалье.
Люкнер Камбронн отличался крайней жестокостью и личной преданностью Папе Доку.

Хороший дювальерист готов во имя Дювалье убить своих детей и готов к тому, что во имя Дювалье дети убьют его самого.

Люкнер Камбронн

Более десятилетия Люкнер Камбронн возглавлял террористический аппарат дювальеризма. Под его руководством были подавлены восстания в конце 1960-х, похищены и убиты оппозиционные активисты и лидеры гаитянской компартии. Была отлажена система принудительного обложения бизнесменов — якобы на «общественные нужды», но реально эти средства являлись источником доходов для тонтон-макутов и чиновников. Репрессиям подвергались и потенциальные противники режима, и случайные люди. Количество жертв тонтон-макутов исчислялось десятками тысяч.
Вместе с международным авантюристом Андре Лабье (предположительно агентом SDECE) Камбронн организовал криминальный бизнес по продаже донорской крови в больницы США, ФРГ и Швеции. Эта афера получила название Scandale du «sang noir» — Скандал «Чёрная кровь». За участие в ней Камбронн получил прозвище Карибский вампир (носил также кличку Акула).

## «Изгнанник Бэби Дока»
Франсуа Дювалье скончался 21 апреля 1971 года. В соответствии с результатами проведённого ранее безальтернативного референдума, пост главы государства наследовал его сын Жан-Клод Дювалье. Люкнер Камбронн не был его сторонником, поскольку считал неспособным к государственным делам и не был уверен в последовательном продолжении дювальеристского курса.
Эти опасения Камброна разделяла вдова Папы Дока Симона Дювалье и её дочь Мари-Дениза. Мать и сестра нового президента вместе с командованием тонтон-макутов составили группу «твёрдых дювальеристов», недовольных сибаритством наследника и планами либерализации режима.
Камбронн добился от Бэби Дока назначения на посты министра внутренних дел и национальной обороны, являлся главой аппарата президентских советников. Он рассчитывал сохранить за собой контроль над государственной политикой. Однако уже полтора года спустя — в октябре 1972 — Дювалье-младший отправил Камбронна в отставку. Поводом для такого решения послужила огласка скандала «Чёрная кровь» и другие коррупционные аферы. Руководство тонтон-макутами перешло к Роже Лафонтану. Опасаясь за свою жизнь, в ноябре 1972 Люкнер Камбронн эмигрировал в США.
34 года Люкнер Камбронн прожил частной жизнью в Майами. Скончался в баптистской больнице в возрасте 76 лет.
Был женат, имел восьмерых детей